# Hans Mulder (voetballer, 1954)
Hans Mulder (Arcen, 28 mei 1954) is een Nederlands oud-voetballer die tijdens zijn profloopbaan uitsluitend voor FC VVV speelde.

## Loopbaan
Mulder maakte in 1972 de overstap van amateurclub RKDEV naar eerstedivisionist FC VVV. De 18-jarige middenvelder debuteerde daar op 5 november 1972 in het eerste elftal tijdens een met 3-2 gewonnen thuiswedstrijd tegen FC Dordrecht, als invaller voor Joop Hendricks. Mulder slaagde er niet in een vaste plaats in de hoofdmacht te veroveren en keerde in 1975 terug naar RKDEV.

## Clubstatistieken
| Seizoen         | Club            | Competitie      | Competitie | Competitie | Beker | Beker | Nacompetitie | Nacompetitie | Totaal | Totaal |
| Seizoen         | Club            | Competitie      | Wed.       | Dlp.       | Wed.  | Dlp.  | Wed.         | Dlp.         | Wed.   | Dlp.   |
| --------------- | --------------- | --------------- | ---------- | ---------- | ----- | ----- | ------------ | ------------ | ------ | ------ |
| 1972/73         | FC VVV          | Eerste divisie  | 6          | 0          | 0     | 0     | —            | —            | 6      | 0      |
| 1973/74         | FC VVV          | Eerste divisie  | 5          | 0          | 0     | 0     | —            | —            | 5      | 0      |
| 1974/75         | FC VVV          | Eerste divisie  | 5          | 0          | 0     | 0     | —            | —            | 5      | 0      |
| Carrière totaal | Carrière totaal | Carrière totaal | 16         | 0          | 0     | 0     | 0            | 0            | 16     | 0      |